# Ann-Marie Begler
Ann-Marie Begler, född 21 april 1954 i Stockholm, är en svensk socionom och ämbetsman. Hon var generaldirektör för Brottsförebyggande rådet 1997–2003, generaldirektör för Skolinspektionen 2008–2016 och generaldirektör för Försäkringskassan 2015–2018.

## Biografi
Ann-Marie Begler studerade vid Stockholms universitet och tog socionomexamen där 1979. Hon arbetade som socialsekreterare i Stockholms stad 1979–1985 och var anställd på förvaltningsledningen Stockholms stad 1985–1989. Hon blev departementssekreterare i Socialdepartementet 1989, anställdes vid Socialstyrelsen 1991 och var överdirektör där 1995–1997. Begler var generaldirektör för Brottsförebyggande rådet (Brå) 1997–2003. Hon var därefter överdirektör vid Rikspolisstyrelsen. Hon var generaldirektör för Skolinspektionen 2008–2016.
Under sin tid som generaldirektör för Brå kritiserades Begler återkommande av personal och fack för dåliga arbetsförhållanden, repressalier, uselt forskningsklimat samt censurerade forskningsrapporter. Riksdagsledamoten Sten Andersson anmälde Brå till Justitieombudsmannen och krävde att Brå:s och generaldirektören Ann-Marie Beglers trovärdighet skulle granskas.

### Generaldirektör för Försäkringskassan
Ann-Marie Begler rekryterades som generaldirektör för Försäkringskassan i augusti 2015 och tillträdde den 1 september samma år. Att bryta de stigande ohälsotalen var en av regeringens mest prioriterade frågor. Efter att Begler tillträdde minskade sjuktalen i Sverige, men Försäkringskassan fick samtidigt mycket kritik för hur myndigheten tillämpade sjukförsäkringen och assistansersättningen. Under hösten 2017 och våren 2018 uppmärksammades flera fall där personer blivit av med sina ersättningar efter myndighetens snäva tolkning av direktiv och vägledande domar. Våren 2018 rapporterade flera medier om att myndigheten tog till drastiska metoder för att få ner sjuktalen. Till exempel påstods det att de handläggare som gjorde flest avslag premierades med högre lön. Detta dementerades av Försäkringskassan, samtidigt som det kritiserades av myndighetens största fackförbund, Fackförbundet ST. Socialminister Annika Strandhäll sade till SVT:s Agenda att ett sådant system var helt "oacceptabelt". Samtidigt ansåg många kritiker att det var regeringens press på Försäkringskassan om att få ner sjuktalen, i form av regleringsbrev som legat till grund för de allt hårdare bedömningarna.
Regeringen beslutade den 27 april 2018 att i förtid skilja Ann-Marie Begler från tjänsten som generaldirektör och chef för Försäkringskassan, vilket socialminister Annika Strandhäll meddelade på en presskonferens. Begler hade fått beskedet vid ett möte den 25 april. Motiveringen var att myndigheten gick in i en ny fas och då behövde ett nytt ledarskap. Begler menade själv att det stundande riksdagsvalet spelade roll och att allt fler exempel lyftes fram i medierna om enskilda som drabbats av hårdare bedömningar. Försäkringskassans styrelse underrättades inte om att Begler skilts från sitt uppdrag den 25 april, utan fick besked om detta genom e-post från Strandhälls statssekreterare 15 minuter innan presskonferensen. Styrelsen yttrade sitt förtroende för Begler och det arbete hon utfört vid Försäkringskassan. Begler blev istället generaldirektör i Regeringskansliet, på den så kallade elefantkyrkogården. Hon hade erbjudits att bli ny generaldirektör för Pensionsmyndigheten, men tackade nej till detta.
Tidningen Chef hävdade i en artikel samma dag som presskonferensen att Beglers ledarskap beskrivits med orden ordning, reda och resultatfokus.
Ann-Marie Begler blev av tidningen Fokus utsedd till utmärkelsen "Årets Oxenstierna" 2018.

### Tiden efter 2018
Den 26 november 2020 valdes Begler in i skolkoncernen Academedias styrelse. Regeringen sade nej till att ha ett sådant uppdrag som bisyssla till tjänsten i Regeringskansliet. Begler valde då att säga upp sig.